# LeftRightLeftRightLeft
LeftRightLeftRightLeft es el segundo álbum en vivo lanzado por la banda británica Coldplay el 15 de mayo de 2009 por motivo de su gira de conciertos en Estados Unidos. El álbum contiene canciones de los distintos conciertos realizados entre los años 2008 y 2009.
El álbum fue lanzado gratuitamente en el sitio oficial de la agrupación como agradecimiento a los fanes por asistir a sus conciertos. Además, se organizó la entrega de copias en CD del álbum durante los restantes conciertos de su gira Viva la Vida Tour. 
12 años después de su publicación, el 13 de agosto de 2021 el álbum fue oficialmente lanzado para las plataformas de streaming.

## Lista de canciones
| N.º   | Título                                                                        | Álbum                                     | Duración |  |
| 1.    | «Glass of Water» (grabado en Sídney, 2009)                                    | Prospekt's March                          | 4:44     |  |
| 2.    | «42» (grabado en Madrid, 2008)                                                | Viva la Vida or Death and All His Friends | 4:52     |  |
| 3.    | «Clocks» (grabado en Madrid, 2008)                                            | A Rush of Blood to the Head               | 4:40     |  |
| 4.    | «Strawberry Swing» (grabado en Madrid, 2008)                                  | Viva la Vida or Death and All His Friends | 4:16     |  |
| 5.    | «The Hardest Part / Postcards From Far Away» (grabado en Sídney, 2009)        | X&Y / Prospekt's March                    | 4:15     |  |
| 6.    | «Viva la Vida» (grabado en París, 2008)                                       | Viva la Vida or Death and All His Friends | 5:24     |  |
| 7.    | «Death Will Never Conquer» (Will Champion, cantando; grabado en Sídney, 2009) | Lado-B de Viva la Vida                    | 1:39     |  |
| 8.    | «Fix You» (grabado en Sídney, 2009)                                           | X&Y                                       | 5:38     |  |
| 9.    | «Death And All His Friends» (grabado en Madrid, 2008)                         | Viva la Vida or Death and All His Friends | 4:24     |  |
| 39:52 |                                                                               |                                           |          |  |

- Datos: Q580196